# Ремберг, Николай
Николай Ремберг (нем. Nicolai Remberg; род. 19 июня 2000, Райне, Северный Рейн-Вестфалия) — немецкий футболист, полузащитник «Гамбург».

## Клубная карьера
Ремберг — воспитанник клубов «Айнтрахт Рейн» и «Пройссен». В 2020 году игрок дебютировал за основной состав последних. В 2023 году Ремберг перешёл в «Хольштайн». 30 июля в матче против «Айнтрахта» из Брауншвейга он дебютировал во Второй Бундеслиге. 22 октября в поединке против ростокской «Ганзы» Николай забил свой первый гол за «Хольштайн». По итогам сезона игрок помог клубу выйти в элиту. 24 августа 2024 года в матче против «Хоффенхайма» он дебютировал в Бундеслиге. Летом 2025 года Ремберг перешёл в «Гамбург».